# Launchpad (Apple)
Le Launchpad est un lanceur d'application sur macOS, similaire au SpringBoard d'iOS. Il est introduit pour la première fois sur OS X v10.7 « Lion ».
Il regroupe les applications placées dans le dossier Applications du disque système. Il y est possible de supprimer des applications achetées depuis le Mac App Store, et de grouper les applications dans des dossiers. Depuis OS X v10.8 « Mountain Lion », le Launchpad intègre une fonction pour rechercher des applications, permettant de lancer plus rapidement les applications favorites.